# 佐賀県道246号鳥栖停車場曽根崎線
佐賀県道246号鳥栖停車場曽根崎線（さがけんどう246ごう とすていしゃじょうそねざきせん）は、佐賀県鳥栖市を通る一般県道である。

## 概要
鳥栖市京町から鳥栖市曽根崎町に至る。

### 路線データ
- 起点：佐賀県鳥栖市京町（鳥栖駅前交差点、佐賀県道205号鳥栖田代線・佐賀県道220号鳥栖停車場線起点）
- 終点：佐賀県鳥栖市曽根崎町（曽根崎交差点、国道3号交点）

## 路線状況

### 道路施設

#### 橋梁
- 高橋（佐賀県道205号鳥栖田代線・鹿児島本線、鳥栖市）

## 地理

### 通過する自治体
- 鳥栖市

### 交差する道路
| 交差する道路                                      | 交差する場所 | 交差する場所          |
| ------------------------------------------------- | ------------ | --------------------- |
| 佐賀県道205号鳥栖田代線 佐賀県道220号鳥栖停車場線 | 京町         | 鳥栖駅前交差点 / 起点 |
| 佐賀県道205号鳥栖田代線                           | 松原町       | [ 注釈 1 ]            |
| 国道3号                                           | 曽根崎町     | 曽根崎交差点 / 終点   |

### 交差する鉄道
- 鹿児島本線

### 沿線
- JR九州長崎本線・鹿児島本線 鳥栖駅
- フレスポ鳥栖
- 鳥栖市立基里小学校